# 直布罗陀广播电视台
直布罗陀广播公司（GBC）是直布罗陀的公共广播机构。自1963年以来它已经为社会提供广播电视服务。
直布罗陀广播公司最初是以BBC为榜样，1963年，公司对直布罗陀卫视进行改制，并创立为政府公有的电视服务机构。不像BBC，直布罗陀广播公司的大部分财政经费来自于政府，一部分经费来自于电视授权费。2000年6月，公司宣布取消电视授权费。